# 俄狄浦斯
俄狄浦斯（羅馬化：Oidípous，拉丁語：}）是希臘神話中底比斯的國王，是波塞冬六世孙，阿革诺耳五世孙，卡德摩斯玄孙， 波吕多洛斯曾孙，國王拉布达科斯孙，萊瑤斯和王后伊俄卡斯忒的兒子。他在不知情的情况下，殺死了自己的父親并娶了自己的母親。

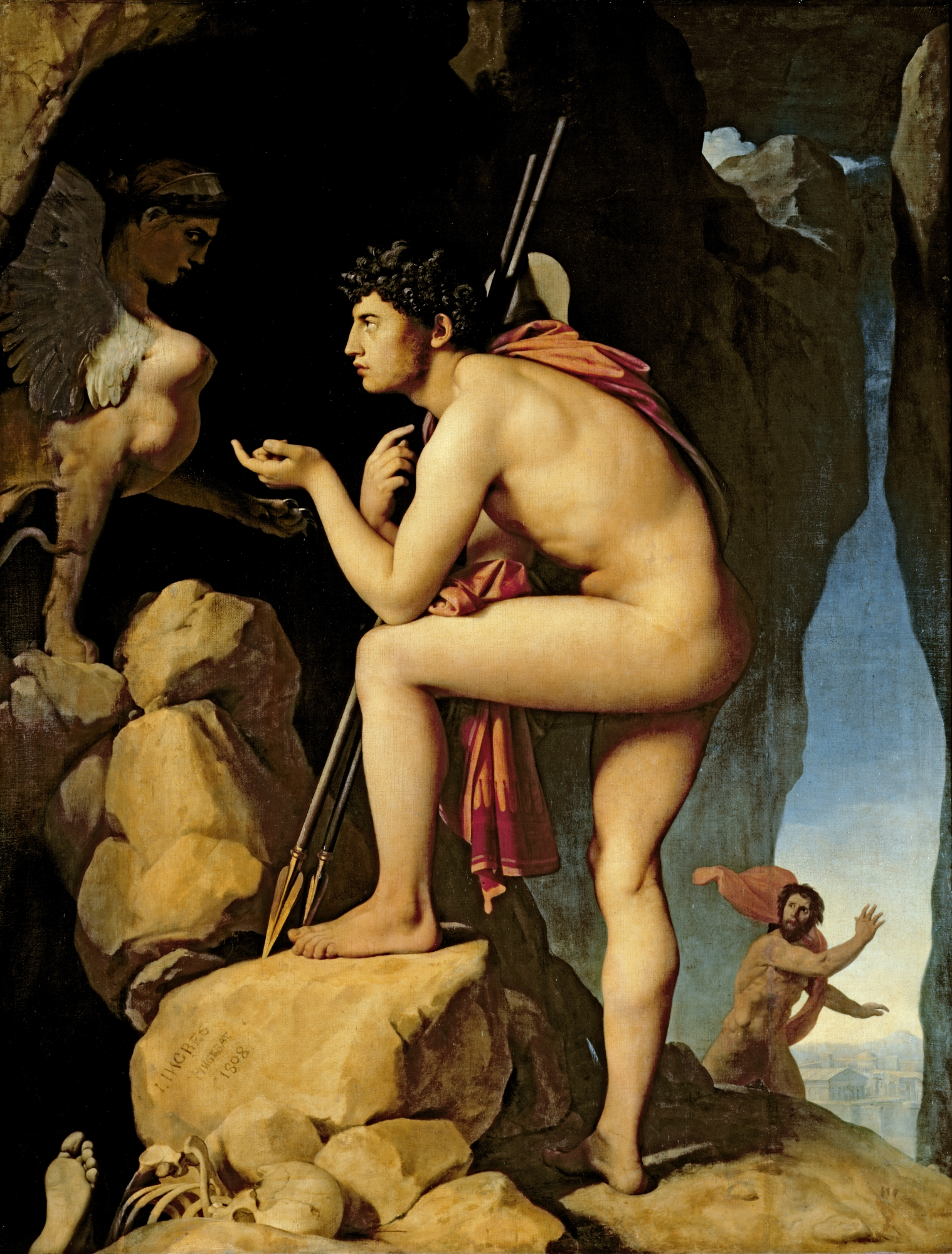
俄狄浦斯解开斯芬克斯的谜语，让·奥古斯特·多米尼克·安格尔所绘，约1805年

## 人物簡介
底比斯國王萊瑤斯年輕時曾經劫走鄰國科林斯國王珀羅普斯的兒子伊利斯的克律西波斯，因此遭到詛咒。當他的親生兒子俄狄浦斯出生時，神諭表示他會被長大後的兒子殺死。為了逃避命運，萊瑤斯刺穿了新生兒的腳踝，並將他丟棄在野外等死，然而奉命執行的牧人心生憐憫，偷偷將嬰兒轉送給在科林斯王國工作的牧人，科林斯國的牧人再陰差陽錯將嬰兒送給珀羅普斯，國王把他當作親生兒子撫養長大。
有天，俄狄浦斯去德尔斐神殿裡請求太陽神阿波羅神諭，得知自己將來會「弒父娶母」。為避免神諭成真，俄狄浦斯便離開科林斯，並發誓永不再回去。俄狄浦斯流浪到底比斯附近時，在三叉路上與一台馬車發生衝突，受到馬車上的人推擠和攻擊，便失手殺了全部的人，其中正包括他的生父萊瑤斯。
當時的底比斯城被人面獅身獸史芬克斯所困：史芬克斯會抓住每個路過的人，如果對方無法解答他出的謎題，便會將對方撕裂吞食。這個謎語是：「什麼動物早晨用四條腿走路，中午用兩條腿走路，晚上用三條腿走路？」，謎底是「人」。
底比斯城為了脫困，便宣布能解開謎題者，可獲得王位並娶国王的遺孀伊俄卡斯忒為妻。俄狄浦斯解開了史芬克斯的謎題，解救了底比斯，於是繼承了王位，在不知情下娶了自己的生母為妻，生了兩男（厄忒俄克勒斯、波呂尼刻斯）和兩女（安提戈涅、伊斯墨涅）。
後來，在俄狄浦斯管治下的底比斯不斷遭受瘟疫與戰禍（參見七將攻忒拜）之苦，於是請託克瑞翁前往德爾斐神殿向阿波羅請示神諭，問道為何會降下災禍。最後在先知提瑞西阿斯的揭示下，俄狄浦斯透过伊俄卡斯忒和前王萊瑤斯的牧人所提供的線索，如偵探般逐漸地追問，俄狄浦斯才發現他真正的身分是萊瑤斯的兒子，最終也應驗了他殺父娶母的不幸命運。
隱約知曉真相的伊俄卡斯忒震驚不已又無法阻止俄狄浦斯對身分的追查，伊俄卡斯忒走回宮殿的房間裡後便上吊自殺。俄狄浦斯最後得知真相後，信使卻傳來伊俄卡斯忒自殺的消息，俄狄浦斯前往房間抱著伊俄卡斯忒的屍體痛哭，拿起伊俄卡斯忒胸口上的胸針，刺瞎自己的雙眼，給予自己比死還要痛苦的懲罰。

## 俄狄浦斯情结
弗洛伊德用“俄狄浦斯情结”来描述男孩憎恶父亲而想与母亲发生性关系的心理。自此，“俄狄浦斯情结”也成为“恋母情结”的代名词。